# فدشکویه
فدشکویه، روستایی از توابع دهستان فدشکویه بخش شیبکوه شهرستان فسا در استان فارس ایران است.

## جمعیت
این روستا در دهستان فدشکویه قرار دارد و براساس سرشماری مرکز آمار ایران در سال۱۳۹۹، جمعیت آن ۱۰۰۰۰ تن 
(۱،۲۰۲خانوار) بوده‌است.

## رتبه در استان
روستای فدشکویه با جمعیت ۴۱۱۴تن طبق سرشماری عمومی نفوس و مسکن سال ۹۵ از ۳۹ شهر استان فارس جمعیت بیشتری دارد .
- منبع: فهرست شهرهای استان فارس

| ردیف | نام شهر    | نام شهرستان  | تاریخ تاسیس شهرداری | جمعیت (۱۳۹۵) |
| ---- | ---------- | ------------ | ------------------- | ------------ |
| ۱    | فدامی      | داراب        | ۱۳۸۷                | ۴،۰۹۷        |
| ۲    | علامرودشت  | لامرد        | ۱۳۷۶                | ۴،۰۶۸        |
| ۳    | خان زنیان  | شیراز        | ۱۳۸۷                | ۴،۰۲۷        |
| ۴    | کره‌ای      | سرچهان       | ۱۳۸۲                | ۳،۹۵۴        |
| ۵    | مظفری      | کوار         | ۱۴۰۰                | ۴,۰۱۲        |
| ۶    | دژکرد      | اقلید        | ۱۳۸۷                | ۳،۹۲۴        |
| ۷    | هماشهر     | سپیدان       | ۱۳۸۹                | ۳،۸۵۲        |
| ۸    | نوجین      | فراشبند      | ۱۳۸۸                | ۳،۷۶۹        |
| ۹    | فال        | مهر          | ۱۳۹۷                | ۳،۷۵۷        |
| ۱۰   | کامفیروز   | مرودشت       | ۱۳۸۲                | ۳،۷۱۳        |
| ۱۱   | خیرآباد    | خرامه        | ۱۳۹۸                | ۳۷۰۱         |
| ۱۲   | رستاق      | داراب        | ۱۳۹۷                | ۳٬۵۹۸        |
| ۱۳   | مزایجان    | بوانات       | ۱۳۹۱                | ۳،۵۶۷        |
| ۱۴   | دهرم       | فراشبند      | ۱۳۸۸                | ۳،۴۶۸        |
| ۱۵   | رحمت‌آباد   | زرقان        | ۱۴۰۰                | ۳٬۴۰۲        |
| ۱۶   | کوهنجان    | سروستان      | ۱۳۸۹                | ۳،۲۸۱        |
| ۱۷   | خوزی       | مُهر          | ۱۳۹۱                | ۳،۲۴۵        |
| ۱۸   | کوپن       | رستم         | ۱۳۹۱                | ۳،۲۳۷        |
| ۱۹   | اهل        | لامرد        | ۱۳۷۵                | ۳،۱۷۹        |
| ۲۰   | حسامی      | سرچهان       | ۱۳۸۹                | ۳،۱۳۱        |
| ۲۱   | سورمق      | آباده        | ۱۳۸۴                | ۳،۰۵۰        |
| ۲۲   | اسیر       | مُهر          | ۱۳۸۹                | ۳،۰۴۲        |
| ۲۳   | خانمین     | مرودشت       | ۱۳۹۱                | ۳،۰۲۰        |
| ۲۴   | دوبرجی     | داراب        | ۱۳۸۸                | ۲،۹۰۷        |
| ۲۵   | قطرویه     | نی‌ریز        | ۱۳۸۸                | ۲،۸۹۵        |
| ۲۶   | نودان      | کوه‌چنار      | ۱۳۷۹                | ۲،۸۹۲        |
| ۲۷   | کوره       | اوز          | ۱۴۰۰                | ۲٬۷۰۶        |
| ۲۸   | افزر       | قیر و کارزین | ۱۳۸۴                | ۲،۶۵۷        |
| ۲۹   | رامجرد     | مرودشت       | ۱۳۸۸                | ۲،۵۵۰        |
| ۳۰   | نوبندگان   | فسا          | ۱۳۸۴                | ۲،۴۱۰        |
| ۳۱   | چاه ورز    | لامرد        | ۱۳۹۷                | ۲،۳۹۱        |
| ۳۲   | حسن آباد   | اقلید        | ۱۳۸۸                | ۲،۰۴۵        |
| ۳۳   | سلطان‌شهر   | خرامه        | ۱۳۹۱                | ۱،۹۲۸        |
| ۳۴   | خیرگو      | لامرد        | ۱۳۹۹                | ۱،۸۲۱        |
| ۳۵   | مادرسلیمان | پاسارگاد     | ۱۳۹۱                | ۱،۵۴۶        |
| ۳۶   | بابامنیر   | ممسنی        | ۱۳۹۱                | ۱،۳۷۹        |
| ۳۷   | پاسخن      | داراب        | ۱۳۹۹                | ۱٬۵۴۵        |
| ۳۸   | دوزه       | جهرم         | ۱۳۸۹                | ۱،۳۴۸        |
| ۳۹   | محمله      | خنج          | ۱۳۹۸                | ۶۱۲          |